# Limonium dufourii
Limonium dufourii (Girard) Kuntze è una pianta della famiglia delle Plumbaginaceae, endemica della Spagna
Il libro rosso della flora spagnola considera Limonium dufourii come specie in pericolo critico di estinzione.
Costituita da diversi cloni triploidi, ha una riproduzione vegetativa.